# Kořenovský silniční most
Kořenovský silniční most se nachází v okrese Jablonec nad Nisou, překonává tok řeky Jizery a je součástí I/10 (Turnov–Harrachov), čemuž odpovídá jeho evidenční číslo 10-076. Po tomto úseku peážují též silnice I/14 (Liberec – Česká Třebová) a evropská silnice E65 (z jihošvédského Malmö do Chanie na Krétě).  
Na pravobřežním zhlaví mostu křižuje hlavní silnici místní silnice III/29018, která směrem proti proudu řeky míří do Kořenova, po proudu řeky jde o bývalou trasu hlavní silnice č. 10. Na levobřežním zhlaví pak z hlavní silnice odbočuje zpevněná místní či účelová komunikace.
Most je unikátní svou geometrií, kdy mostovka i vozovka opisují oblouk o poloměru pouhých 80 m s podélným sklonem 0,5 % – ve své době to byl teprve druhý most na světě (po mostě v Caracasu), postavený v takových podmínkách a tímto způsobem.

## Původní trasa silnice
Císařská silnice z Liberce do Trutnova byla vyměřována v roce 1847. Tehdejší geometři se vyhnuli stísněnému vnitřnímu Kořenovu a z horského sedla u Příchovic ve výšce cca 770 m n. m. raději zvolili trasu po jižním svahu kořenovského kopce až k harrachovskému Mýtu pod soutokem Jizery s Mumlavou, které se nalézá ve výšce cca 570 m n. m. Zvolená trasa tedy znamenala klesání o přibližně 200 výškových metrů na trase přibližně 4 km dlouhé, což muselo být eliminováno množstvím směrových oblouků. Nejprudším z nich se stala točka (serpentina) nad strmým pravým břehem Jizery v místní části Martinské údolí. Tento směrový oblouk svírající úhel téměř 180° byl tehdy jediným řešením, jak v nadmořské výšce cca 630 m udržet císařskou silnici na českém území – levý břeh Jizery totiž patřil Prusku, resp. po druhé světové válce Polsku. Silnice pak dál strmě klesala okolo továrního areálu (tehdejšího n. p. Cutisin) k mostu na Mýtě. Za ním vedla silnice do Trutnova vpravo podél Jizery, zatímco doleva odbočovala údolím Mumlavy přeshraniční silnice na Harrachov a na Novosvětský průsmyk s celnicí.
Když se silnice skrz Kořenov i skrz Harrachov v letech 1952–1958 výrazně modernizovala, rozšiřovala a narovnávala kvůli zkapacitnění dopravy na tomto mezinárodním tahu tehdejší E14 (Terst–Štětín, pozdější E65) do Polska, bylo hledáno i řešení úseku Kořenov–Mýto. Podle návrhu Ing. Chvojky z Ředitelství silnic Liberec se měl tento úsek silnice pouze upravit a mírně směrově vyrovnat, přičemž kamenný klenutý most na Mýtě měl být rozšířen a prudké směrové oblouky u mostu na Mýtě i v Martinském údolí řešeny výraznými zářezy do svahu. Oponentní návrh Ing. Rezka z téhož ředitelství naopak navrhoval na Mýtě postavit nový most překlenující výběžek polského území nad soutokem řek, ale pro vlásenku v Martinském údolí ani on neměl jiné řešení. Ministerstvo dopravy tehdy upřednostnilo jednodušší Chvojkův návrh.
Situace se však výrazně změnila na přelomu let 1958/59, kdy byla dohodnuta výměna některých příhraničních oblastí s Polskem. 14. 2. 1959 vstoupila v platnost mezinárodní smlouva, díky které Československo získalo rozsáhlé území na levém břehu Jizery, včetně celého kopce okolo harrachovských Mýtin (německy Strickenhäuser, polsky Tkacze) a strategické železniční trati. Pozornost československých projektantů silnic se tedy mohla obrátit na zpřístupněný slunný svah s pravidelnou geometrií, který se logicky jevil jako ideální místo pro přeložku silnice. Projekt přeložky pak vypracoval Dopravoprojekt Praha, konkrétně Ing. J. Hladík (most přes Mumlavu u Mýta), J. Felgr (pozemní silnice) a Ing. J. Horký (most přes Jizeru v Martinském údolí).

## Výstavba mostu
Stavbu nového mostu zahájil podnik Stavby silnic a železnic na jaře 1963. Hned po započetí prací na založení pravobřežní opěry mostu se objevily problémy se „zapomenutým“ potrubím pro přívod užitkové vody z kořenovského jezu na elektrárnu a provoz n.p. Cutisin – to muselo být částečně přeloženo bez přerušení dodávky vody, protože výroba umělého kolagenu v Cutisinu byla kontinuální.
Krátce poté se stal také jediný vážný úraz na celé stavbě, kdy dílovedoucí Barták při zakládání elektrického stožáru pro dočasnou trafostanici svévolně použil kotvení o čtvrtinové délce oproti projektu, takže tyto kotvy se při natahování drátů vytrhly z betonového lože a celý stožár i se dvěma pracovníky se zvrátil. Dělník Kašpar přitom utrpěl těžký úraz a dílovedoucí Barták následně dostal dvouletý podmíněný trest.
Zároveň probíhala montáž podpěrné lešenářské konstrukce pod mostovkou. Lešení spotřebovalo přibližně 50 kilometrů trubek a 60 tisíc spon, celá konstrukce vážila cca 235 tun a čtyřčlenná skupina „Bruseláků“ (byli to titíž pracovníci, kteří stavěli pavilon pro Expo 58 v Bruselu) ji smontovala za pouhé tři měsíce. S výstavbou lešení i samotné mostovky se velmi spěchalo vzhledem k tomu, že řeka Jizera trpí značně nestálými průtoky a jakákoliv průtrž mračen znamená rychlý vzestup hladiny, což mohlo v extrémním případě znamenat i zřícení lešení. Jediná velká voda za celou dobu se však vyskytla jen v létě 1964 a nezpůsobila vážnější problémy.
Deponie stavebního materiálu, stejně jako strojní míchačka betonu, byly umístěny až u Mýta (o 50 m níž a 1,5 km dál) a veškerý materiál i namíchaný beton se tak ke stavbě mostu vozily do kopce nákladními auty. V roce 1964 byly dokončeny jak střední pilíř, tak opěry na obou březích řeky a mohla být vystavěna mostovka (byla ukládána in situ do bednění). Celkem bylo při výstavbě spotřebováno 630 m³ betonu a 90 tun betonářské oceli. Po vyzrání a vymrznutí betonu proběhlo v únoru a březnu 1965 předepnutí nosníků mostovky pomocí hydraulických lisů, předpínací ocelová lana o celkové délce 5223 metrů mají hmotnost 34 tun. Vlastní stavba mostu včetně povrchů, dlažby a zábradlí pak byla dokončena v létě 1965. 
Celá silniční přeložka o délce 1532 m a šíři vozovky 9,5 metru (s jízdními pruhy 2 × 3,5 metru) byla uvedena do provozu dne 16. 12. 1965, a to formálním převzetím stavby do užívání předsedou Dopravní komise KNV Ústí nad Labem. Původní termín 31. 12. 1965 tak byl splněn o dva týdny dříve a zúčastnění pracovníci tak mohli být oceněni nejen Čestným uznáním KNV Ústí nad Labem, ale i Krajským výborem KSČ a Krajskou radou ROH. Dokončovací práce (terénní úpravy, kamenické obklady pilířů, napojení místních komunikací atd.) však probíhaly ještě do roku 1966. V závěrečném hodnocení akce se objevil mj. údaj o tom, že celkově si přeložka vyžádala zemní práce v objemu cca 40 000 m³ a že celkové náklady činily 12,4 milionu Kčs z rozpočtu Severočeského kraje (z toho samotný most stál 4 miliony Kčs).
Přes význam stavby, která hostila řadu exkurzí a stala se vítaným tématem řady novinových článků a rozhlasových i televizních reportáží, nepřekročil počet pracovníků 30 lidí, a to dohromady na obou mostech i na pozemní komunikaci. Většina z nich, s výjimkou vedoucích odborných pracovníků, byli místní dělníci.

## Technický popis
Most je pojat jako předpjatý dvoupolový spojitý nosník komůrkového průřezu. Železobetonová monolitická mostovka o délce 84 metry, výšce 2 metry a šířce 13,2 metru je uložena na dvojici opěr a uprostřed na železobetonovém monolitickém pilíři o výšce 14 metrů (vozovka se tedy nachází ve výšce 16 m nad řekou). Předpínací kabely jsou složeny ze 24 drátů o průměru 7 mm a jsou předepnuty silou cca 1000 kN.
Původní povrch vozovky o celkové šířce 10 metrů tvořila žulová dlažba, v pozdější době byla překryta asfaltobetonovým povrchem. Stejný osud potkal také chodníky o šířce 1,5 metru, umístěné po obou stranách vozovky. Při rekonstrukci celé trasy silnice I/10 z Turnova do Harrachova, kterou mezi léty 2002 až 2006 prováděla firma Strabag, byl asfaltový povrch na chodnících vyměněn za zámkovou dlažbu a chodník od vozovky oddělen ocelovými svodidly pro zvýšení bezpečnosti provozu. Okraje mostu jsou chráněny ocelovým zábradlím. Obě mostní opěry jsou obloženy kyklopským zdivem ze žuly, středový pilíř je z pohledového betonu.

## Fotogalerie

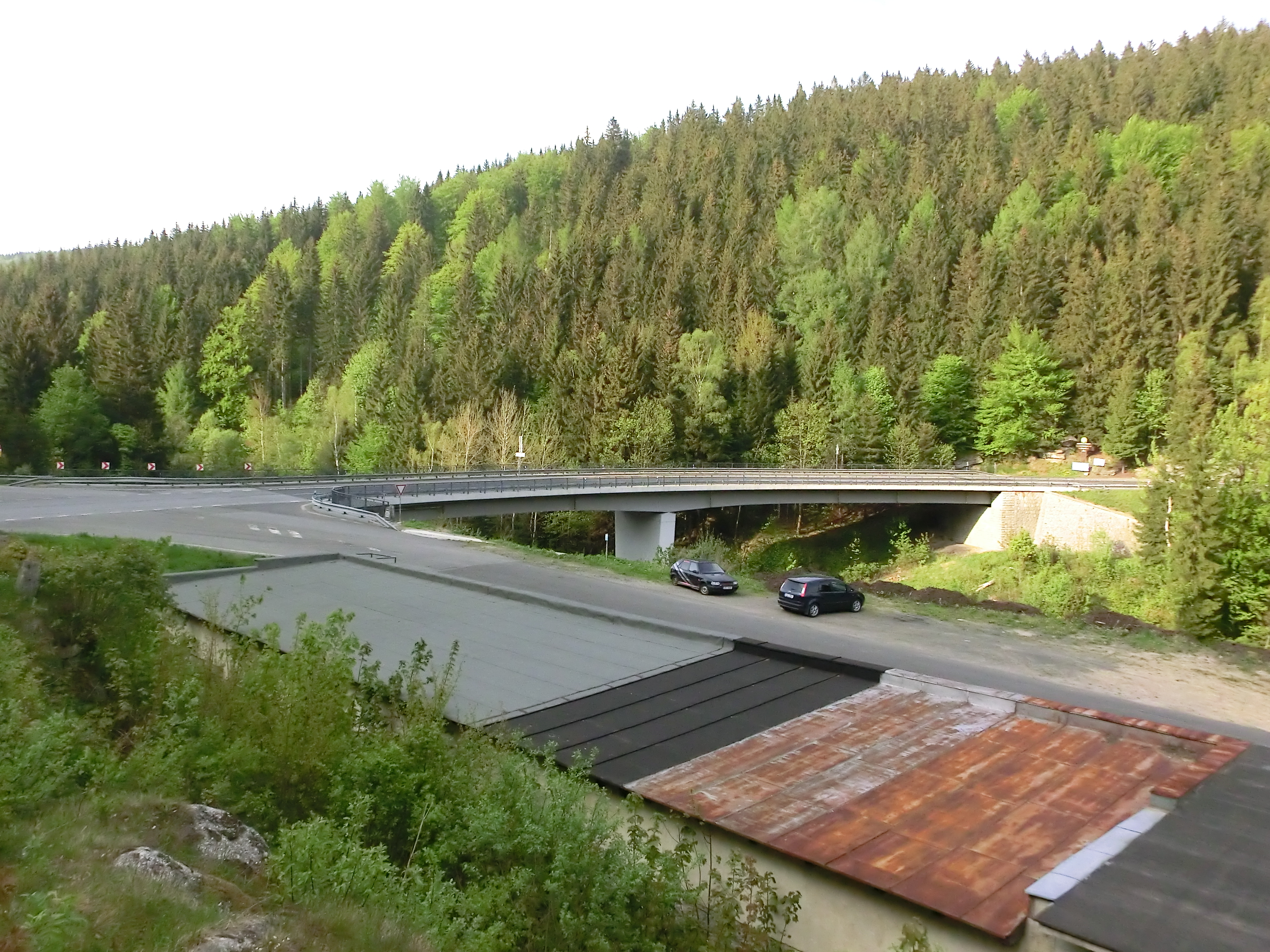
Pohled od jihu
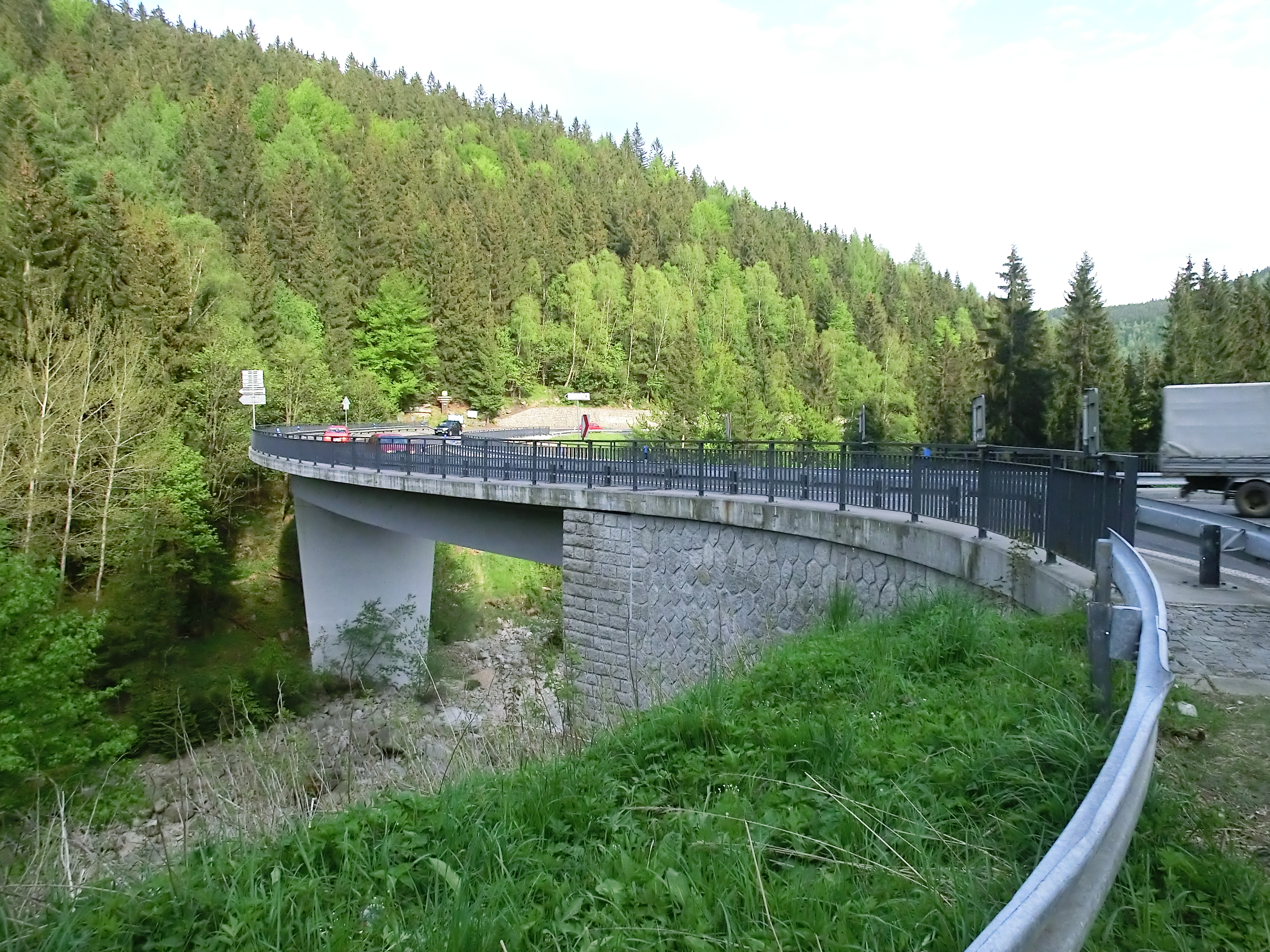
Pohled od pravobřežního zhlaví
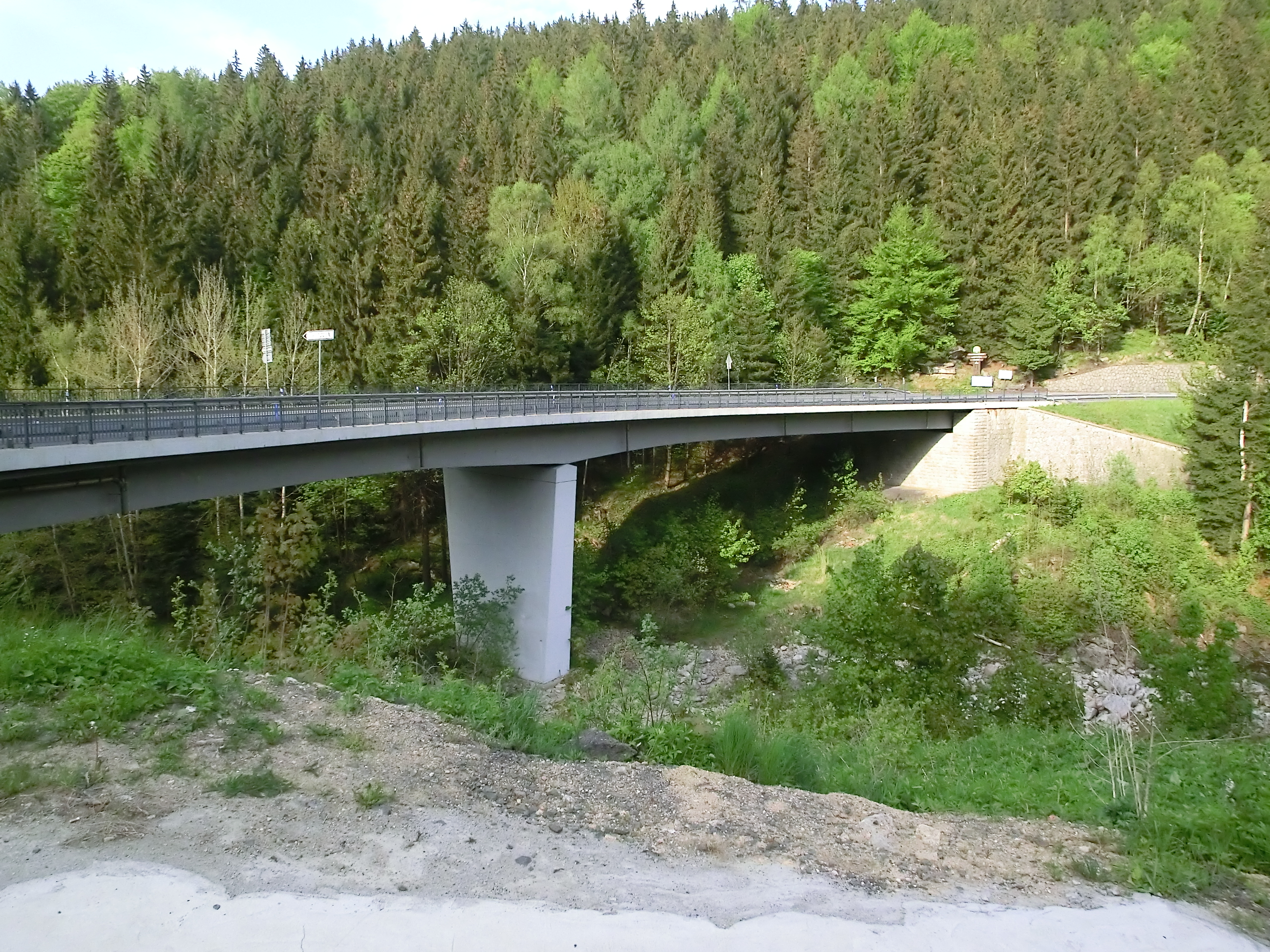
Pohled na střední část